# Hope Pym
Pour les articles homonymes, voir Hope et Pym.
Hope Pym ou Hope van Dyne aussi connu sous le nom de Red Queen ou la Guêpe, est une super-héroïne évoluant dans l'univers Marvel de la maison d'édition Marvel Comics. Elle est créée par Tom DeFalco et Ron Frenz et apparait pour la première fois dans A-Next #7 en 1999. Dans l'univers cinématographique Marvel, Hope van Dyne est interprétée par Evangeline Lilly à partir du film Ant-Man sorti en 2015.

## Biographie fictive
Hope est la fille de Henry « Hank » Pym (alias L'Homme-fourmi, Giant-Man, Goliath, Yellowjacket) et Janet Van Dyne (alias La Guêpe). Elle a un frère jumeau : Henry Pym Jr. (alias Big Man).
Lorsque ses parents meurent, son frère et elle voient d'un mauvais œil l'arrivée de A-Next, la nouvelle génération de Vengeurs, qui ne respectent pas la mémoire de leurs parents, anciens membres de l'équipe. Les jumeaux utilisent alors la fortune de leurs parents pour fonder l'équipe de super-vilains, les Revengers (en). Ils se servent également des technologies créées par leurs parents : Hope devient Red Queen et Henry Junior devient Big Man (en). Ils s'infiltrent dans le manoir des Vengeurs et kidnappent notamment Tony Stark, Clint Barton, Edwin Jarvis et Scott Lang.
Hope crée Ion Man (une forme énergétique), qu'elle envoie tuer Mainframe. Elle prend sous son aile plusieurs ennemis des Vengeurs (Killerwatt, Sabreclaw, …). Elle fait ensuite torturer Cassandra Lang, fille de Scott Lang, pour venger la mémoire de ses parents. Hope est cependant stoppée par les membres réservistes des A-Next et son frère, qui se retourne contre elle, ne voulant pas devenir un tueur.
Les Revengers reviennent cependant, quelque temps plus tard. Pour remplacer Big Man, l'équipe recrute Magneta (une fan de Magnéto ayant les mêmes aptitudes). Mais lorsque Galactus vient pour détruire la Terre, presque tout le monde s'unit pour l'affronter.
Par la suite, Hope revoit sa stratégie à la baisse et se concentre sur un seul Vengeur, American Dream (en). Mais elle sera à nouveau battue par les Vengeurs.

## Pouvoirs et capacités
Red Queen utilise des ailes implantées pour voler. Elle est par ailleurs très douée pour le combat.

## Apparitions dans d'autres médias

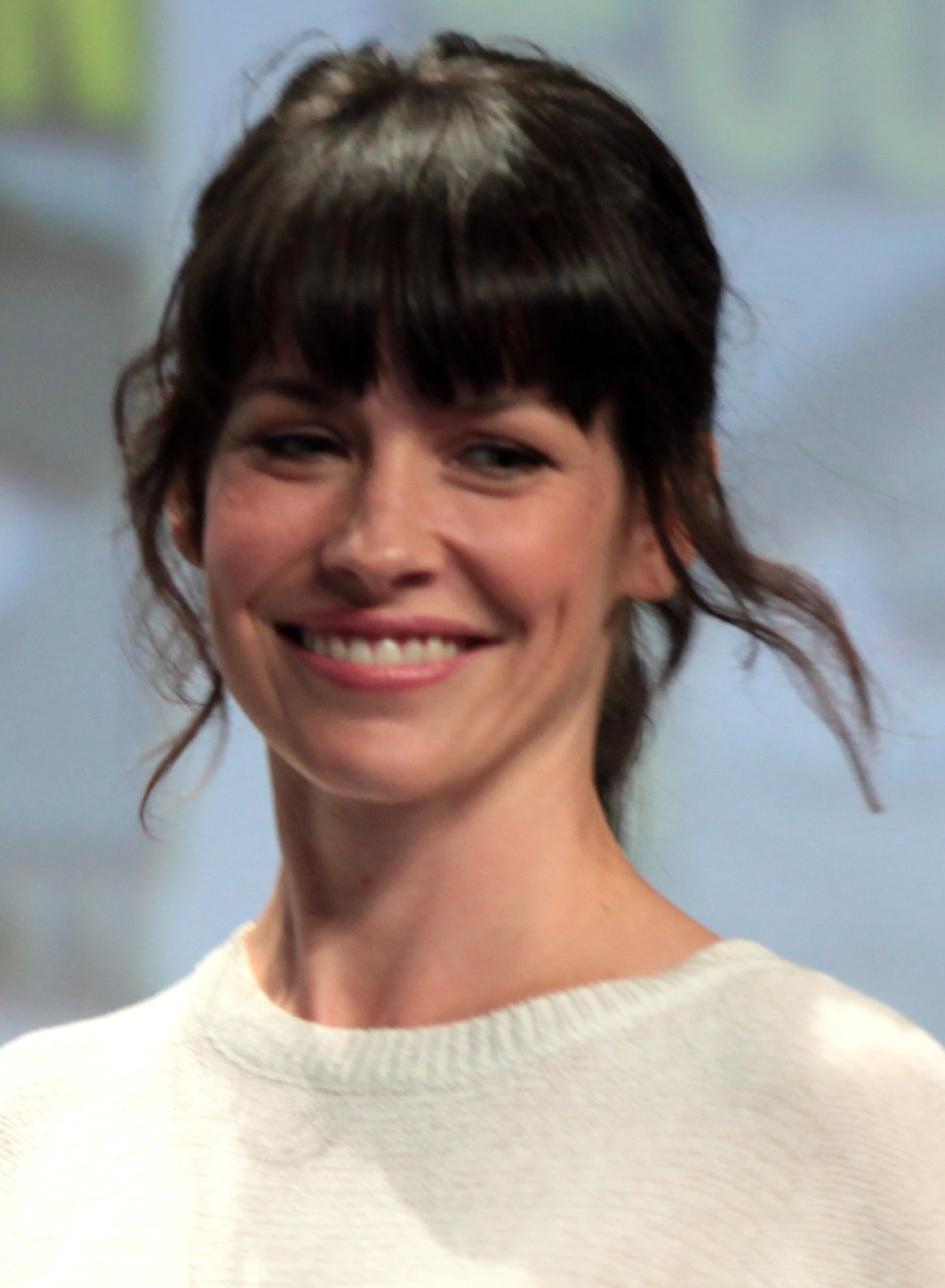
Evangeline Lilly incarne Hope Pym dans Ant-Man (2015)

Sauf indication contraire, les informations mentionnées dans cette section peuvent être confirmées par la base de données cinématographiques IMDb,  présente dans la section « Liens externes ».

### Films
- 2015 : Ant-Man réalisé par Peyton Reed

Hope travaille chez Pym Tech sous les ordres de Darren Cross, ce dernier ayant poussé Henry Pym à la retraite pour prendre sa succession. Hope en veut à son père, qui lui cache les véritables circonstances de la mort de sa mère Janet. Elle se fait d'ailleurs appeler Hope van Dyne, qui est le nom de jeune fille de sa mère. Dans le film, il n'est pas mentionné qu'elle a un frère jumeau. Pour contrer les agissements néfastes de son patron Darren Cross, Hope s'associe cependant à son père et à sa nouvelle « recrue », Scott Lang, le nouveau Ant-Man. Henry Pym révèle finalement à sa fille comment Janet est morte : elle s'est perdue dans l'univers subatomique. Dans la scène post-générique, il lui dévoile le costume qu'il lui avait fabriqué il y a des années, celui de La Guêpe.
- 2018 : Ant-Man et la Guêpe réalisé par Peyton Reed
- 2019 : Avengers: Endgame réalisé par Anthony et Joe Russo
- 2023 : Ant-Man et la Guêpe : Quantumania de Peyton Reed

### Télévision
- 2017 : Avengers Rassemblement (série d'animation)
- 2021 : What If...?

### Jeux vidéo
- 2016 : Lego Marvel's Avengers
- 2017 : Marvel Avengers Academy (en)
- 2018 : Marvel: Future Fight